# Annette Heinbokel
Annette Heinbokel (* 6. Juli 1948 in Scharnhorst, Verden) war eine deutsche Realschullehrerin und ist eine promovierte Diplom-Pädagogin. Schwerpunkt ihrer Arbeit ist die Hochbegabung von Schulkindern und Jugendlichen. Für ihre stetige (Öffentlichkeits-)Arbeit und Forschung in diesem Bereich wurde ihr 1999 das Bundesverdienstkreuz verliehen.

## Werdegang
Annette Heinbokel wurde 1948 in Scharnhorst, einem Ortsteil der Stadt Verden in Niedersachsen, geboren. Nach dem Abitur nahm sie in Göttingen das Studium der Fächer Englisch und Geographie für das Lehramt an Realschulen auf. Ab 1972, nach einem Jahr als Assistant Teacher in Sheffield, war sie als Lehrerin im Schuldienst des Landes Niedersachsen tätig. Mitte der 1970er Jahre trat sie das Pädagogikstudium an der Universität Osnabrück, Abt. Vechta, an und schloss dieses 1984 mit dem Diplom ab. 1995 promovierte sie in derselben Fachrichtung. In beiden Abschlussarbeiten beschäftigte sie sich primär mit Hochbegabung bei Kindern. Bis zum Jahr 2004 hatte sie einen Lehrauftrag der Universität Osnabrück inne. 2002 bis 2004 war sie Beraterin für Hochbegabung bei der Bezirksregierung Weser-Ems.
Nach dem Ruhestand gründete Annette Heinbokel das Institut für Enrichment und Akzeleration, das sich der Beratung und Fortbildung von Eltern und Lehrkräften im Umgang mit hochbegabten Kindern zur Aufgabe macht. Seit den 1970er Jahren nimmt sie regelmäßig an internationalen Fachkongressen unterschiedlicher Organisationen u. a. als Delegierte für Deutschland teil. Zudem ist sie seit 2004 Herausgeberin des englischsprachigen Newsletters des European Council for High Ability (ECHA).
Annette Heinbokel beschäftigt sich darüber hinaus mit der Hochbegabung von Mädchen und hält auch in diesem Zusammenhang Vorträge.

## Hochbegabung
Als Annette Heinbokel 1967 als Au-pair nach London ging, kam sie mit dem Thema Hochbegabung in Berührung. Zum einen durch den hochbegabten Sohn der Gastfamilie und zum anderen durch die Mitgliedschaft dessen Eltern in der damals neu gegründeten National Association for Gifted Children (NAGC, heute Potential Plus). Im Laufe der Jahre stieg ihr Interesse an der Thematik, sodass sie 1975 diesbezüglich Beratung und Fortbildungen für Lehrkräfte und Eltern anbietet. Die zum damaligen Zeitraum kaum vorhandene Literatur im deutschsprachigen Raum, wenige Informationen zu hochbegabten Kindern generell und vor allem ihr Schüler Martin, der als sogenannter „hochbegabter Schulversager“ galt, ließen sie zudem treibende Kraft hinter der Gründung der Deutschen Gesellschaft für das hochbegabte Kind e.V. (DGhK) werden.
Bewährte Methoden in der Begabtenförderung sind die pädagogischen Modelle Enrichment und Akzeleration. Während Ersteres im Schulalltag eher zum Tragen kommt und eine Vertiefung des Lernstoffes beinhaltet, ist, nach Heinbokel, Zweiteres das effektivere Modell, welches ein schnelles Vorankommen durch das Schulsystem fördert. Sie war eine der ersten Personen, die zum Überspringen von (Schul-)Klassen (Akzeleration) geforscht hat. So änderte Niedersachsen 1995 den Erlass zum Überspringen von Schulklassen (-stufen) und zitierte als Begründung ihre Dissertation. Demzufolge übersprangen in den 1980er Jahren noch ca. 300 Schüler ihre Klasse, während es nach dem Erlass in den 1990er Jahren bereits 1.900 waren.
Annette Heinbokel widmete sich in ihrer Forschung zudem gesondert hochbegabten Mädchen. Sie stellte fest, dass diese nicht nur unterrepräsentiert sind, sondern sich zum Teil stark im Verhalten zu hochbegabten Jungen unterscheiden.

## Auszeichnungen
Im Jahr 1999 bekam Annette Heinbokel das Bundesverdienstkreuz (Verdienstkreuz am Bande) für ihre Arbeit und Forschung zu hochbegabten Kindern verliehen:
„Sie gilt als Wegbereiterin für die Belange hochbegabter Kinder und ist national und international als kompetente Beraterin gefragt. Seit mehr als 20 Jahren tritt die Mitbegründerin der Gesellschaft für das hochbegabte Kind e.V. für die Interessen dieser Kinder ein.“

## Ehrungen und Mitgliedschaften
- 1977 World Council for Gifted and Talented Children (WCGTC)
- 1992 European Council for High Ability (ECHA)
- 2000 Ehrenmitglied der Deutschen Gesellschaft für das hochbegabte Kind (DGhK)
- Deutscher Akademikerinnenbund (DAB)
- Gewerkschaft Erziehung und Wissenschaft (GEW)

## Veröffentlichungen
- Drachenkinder (hg. mit Lise Krämer). Über die Arbeit mit hochbegabten Kindern im RV Osnabrück; erschienen aus Anlass des 6. Weltkongresses für hochbegabte und talentierte Kinder in Hamburg. Selbstverlag 1985.
- Die Drachenkinder werden älter. Über die Arbeit mit hochbegabten Kindern im RV Osnabrück; erschienen aus Anlass des 10-jährigen Jubiläums 1992. Selbstverlag 1992.
- Hochbegabung im Spiegel der Printmedien seit 1950 – Vom Werdegang eines Bewußtseinswandels. Gutachten im Auftrag des BMB+F, 2001.
- Hochbegabte in der Schule – Identifikation und Förderung (hg. mit Claudia Solzbacher). LIT, Münster 2002, ISBN 3-8258-6448-0.
- Überspringen von Klassen (Dissertation). LIT, Münster 2004, ISBN 3-8258-3041-1.
- Für Überflieger, Poeten und Tiefstapler – 25 Jahre Regionalverein Osnabrück der DGhK (mit Martina Rosenboom). Selbstverlag 2007.
- Hochbegabung. Erkennen, Probleme, Lösungswege (Diplomarbeit). Nomos, Baden-Baden 1988. ISBN 978-3-7890-1691-2; LIT, Münster 2011. ISBN 978-3-8258-3078-6.
- Handbuch Akzeleration. Was Hochbegabten nützt. LIT, Münster 2012. ISBN 978-3-643-10245-4.
- Eine Klasse überspringen – sonst wäre ich fipsig geworden, LIT, Münster 2016. ISBN 978-3-643-13147-8.